# Thanpati
Thanpati (nepalski: थानपति) – gaun wikas samiti w zachodniej części Nepalu w strefie Lumbini w dystrykcie Gulmi. Według nepalskiego spisu powszechnego z 2001 roku liczył on 629 gospodarstw domowych i 2988 mieszkańców (1660 kobiet i 1328 mężczyzn).